# Jesus Luz
Jesus Pinto da Luz (Rio de Janeiro, 15 de janeiro de 1987) é um DJ,  modelo e ator brasileiro.

## Carreira
Filho de uma cabeleireira e de um funcionário público, Jesus Luz estudou no Colégio Pedro II, na Casa de Arte das Laranjeiras e obteve os primeiros trabalhos como modelo na sua cidade natal, o Rio de Janeiro, como um desfile no Fashion Rio 2007. Com isso, Jesus Luz pôde alcançar maior projeção midiática e profissional quando namorou Madonna, apresentando-se nas mais importantes festas como DJ.
Jesus teve sua carreira de DJ internacional reconhecida no Brasil por dois anos consecutivos, 2011 e 2012, na mais importante premiação da musica eletrônica, Em 2009, ele desfilou pela marca Dolce & Gabbana na semana de moda de Milão e atuou no clipe musical de "Celebration". No dia 22 de Fevereiro de 2010, Jesus Luz assinou contrato com a Record Entretenimento para o lançamento do seu primeiro disco com músicas mixadas por ele mesmo, a distribuição será pela Warner Music. No final de 2012 Jesus assinou contrato com a Universal Music para lancamento do seu segundo CD, que tem o single "Feel Love Now" musica que produziu em parceria com a cantora americana da Miss Palmer, e fez parte da trilha sonora da novela Guerra dos Sexos, que ele atuou como Ronaldo.
Em 2012, fez par romântico da cantora Inna em seu vídeo da música "Caliente", que estará no álbum da cantora a ser lançado ainda neste mesmo ano. No mesmo ano foi escalado para o remake de Guerra dos Sexos.

## Vida pessoal
Em 2008 conheceu a cantora estadunidense Madonna durante uma sessão de fotos para a revista W, com quem namorou até 2010.

## Filmografia

### Televisão
| Ano  | Título           | Personagem               | Notas                        |
| ---- | ---------------- | ------------------------ | ---------------------------- |
| 2012 | Aquele Beijo     | Zé Bonequeiro            | Episódio: "25 de janeiro"    |
| 2012 | Guerra dos Sexos | Ronaldo Brandão          |                              |
| 2013 | Se Eu Fosse Você | Breno                    | Episódio: "4 de dezembro"    |
| 2015 | Saltibum         | Participante             | Temporada 2                  |
| 2016 | Vai Que Cola     | DJ Gato / Policial Meira | Episódio: "Cassino no Méier" |
| 2017 | Dancing Brasil   | Participante             | Temporada 2                  |
| 2020 | Reality Z        | Lucas                    |                              |

## Discografia

### Álbuns de Estúdio
- 2011: Every Single Girl Tonight[16]

### EPs
- 2010: We Came From Light - EP[17]